# Saint-Péray (wijn)

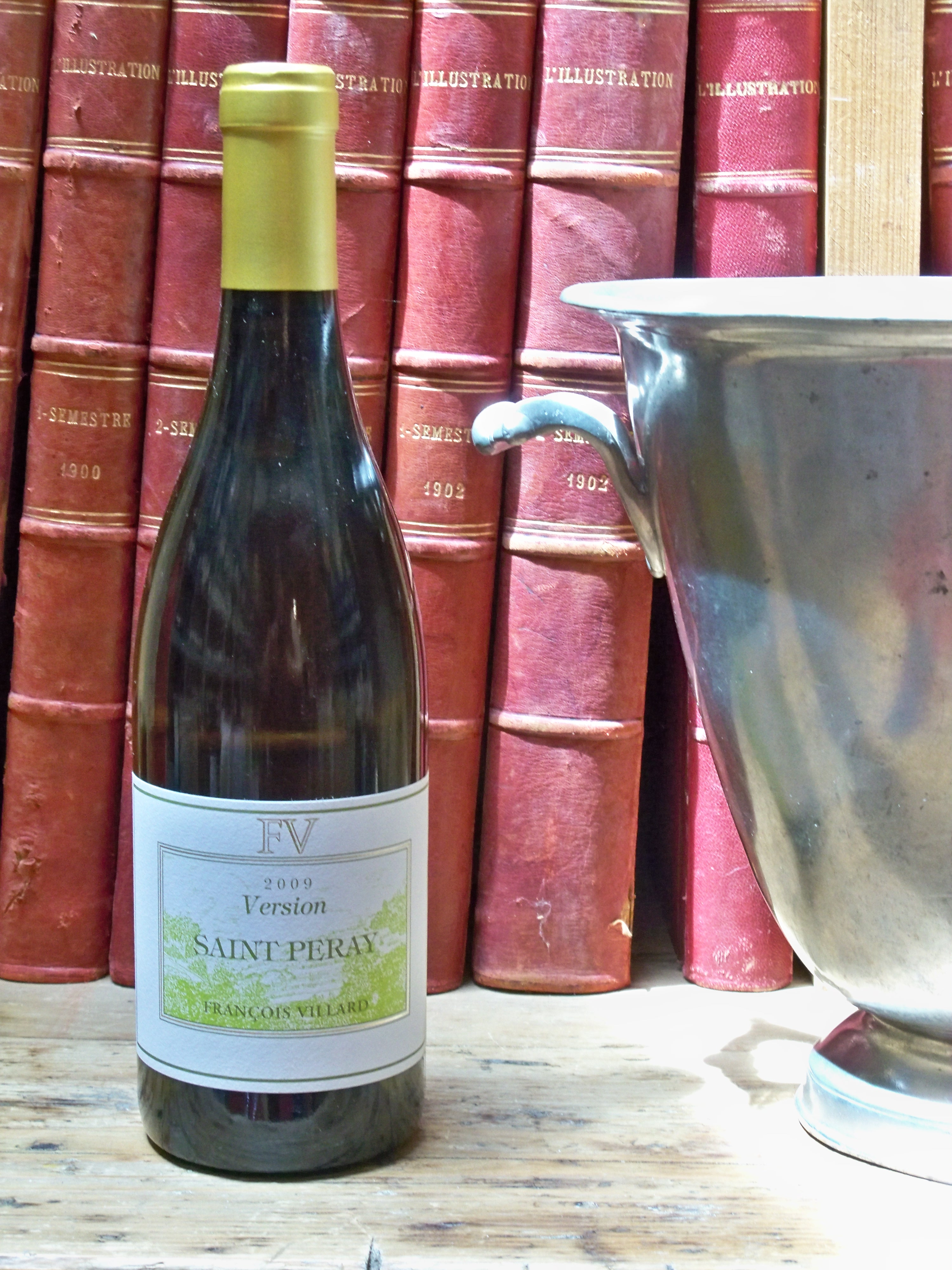
Saint-Péray

Saint-Péray is een Franse witte wijn uit de Noordelijke Rhône.  In de 15e eeuw werd deze wijn voor het eerst gemaakt van druivenstokken die werden aangeplant buiten de muren van Château Crussol. Ook toen waren het al witte wijnen. In 1829 werden hier voor het eerst mousserende wijnen gemaakt. In 1936 was het een van de eerste negen wijnen die een AOC-status kreeg.

## Kwaliteitsaanduiding
Saint-Péray heeft sinds 1936 een AOP-status. Het is de meest zuidelijke AOP van de Noordelijke-Rhône.

## Variëteiten
Binnen deze AOP wordt alleen witte wijn gemaakt zowel stil als mousserend (ca. 33%).

## Toegestane druivensoorten
- Wit: Roussanne en Marsanne

## Gebied
Het gebied ligt 3 km ten westen van Valence in de Ardèche. Het omvat de gemeente Saint-Péray en een deel van de gemeente Toulaud.

## Terroir
- Bodem: De bodem heeft een grote diversiteit die in de verschillende geologische tijdperken zijn ontstaan: graniet met een hint van siliciumdioxide, kalksteen, klei, een löss laag en aluviale afzettingen.
- Klimaat: Er heerst een continentaal klimaat, maar door de ongelijke heuvels en de diepe vallei komen er ook koelere microklimaten voor.

## Opbrengst en productie
- Areaal is 75 ha.
- Opbrengst is gemiddeld 35 hl/ha.
- Productie bedraagt 3.008 waarvan 9% geëxporteerd wordt.

## Bron
- Rhône wines